# تسرع القلب الانتيابي
تسرع القلب الانتيابي (بالإنجليزية: Paroxysmal tachycardia)‏ هو شكل من أشكال تسرع القلب ويبدأ وينتهي أما بحالة حادة أو انتيابية.
ويطلق عليها أيضًا أسم «متلازمة بوفيريه-هوفمان».

## التصنيف
يمكن تقسيمها حسب الأصل إلى:
- تسرع القلب فوق البطيني.
- اضطرابات نظم دقات القلب البطيني.

## الأسباب
لا يُعرف السبب الحقيقي والدقيق لهذه الحالة، مع ذلك، من المُرجح أن يكون السبب عصبي وتتفاقم الحالة مع المجهود والبكاء. تُعتبر الأعراض في بعض الأحيان مثيرة للقلق لكنها ليست بخطيرة.
تزداد احتمالية الإصابة بتسرع القلب الانتيابي في متلازمة وولف -باركنسون -وايت ومتلازمة لاون-غانغون-ليفين.